# Tipula pulicaris
Tipula pulicaris är en tvåvingeart som först beskrevs av Carl von Linné 1767.  Tipula pulicaris ingår i släktet Tipula, ordningen tvåvingar, klassen egentliga insekter, fylumet leddjur och riket djur. Inga underarter finns listade i Catalogue of Life.